# 布干維爾島戰役
布干維爾島戰役是第二次世界大戰太平洋戰爭期間，美軍於1943年11月1日至1945年8月21日間在所羅門群島附近的布干維爾島，同盟國與大日本帝國之間的一系列戰鬥。布干維爾島戰役是盟軍在新幾內亞及所羅門群島一系列軍事行動之一部份。日軍於1942年佔領布干維爾島後，在北面布卡島及南面巴布亞新幾內亞建立空軍基地。日本海軍在南面的肖特蘭群島建立海軍基地。這些基地用以保衛新不列顛之拉包爾及支援其在所羅門群島其他島嶼之軍事行動。
作為馬車輪行動的一部份，盟軍希望在布干維爾島駐紮空軍以孤立拉包爾。因此，在1943年11月，美國海軍陸戰隊在布干維爾島之託洛基納角登陸及建立灘頭陣地，灘頭陣地內建有3條飛機跑道。到1944年1月，海軍陸戰隊與美國陸軍換防。10月，澳大利亞士兵代替美軍駐守。而整個作戰行動直至日本無條件投降才結束。

## 過程

### 1943年11月至1944年11月

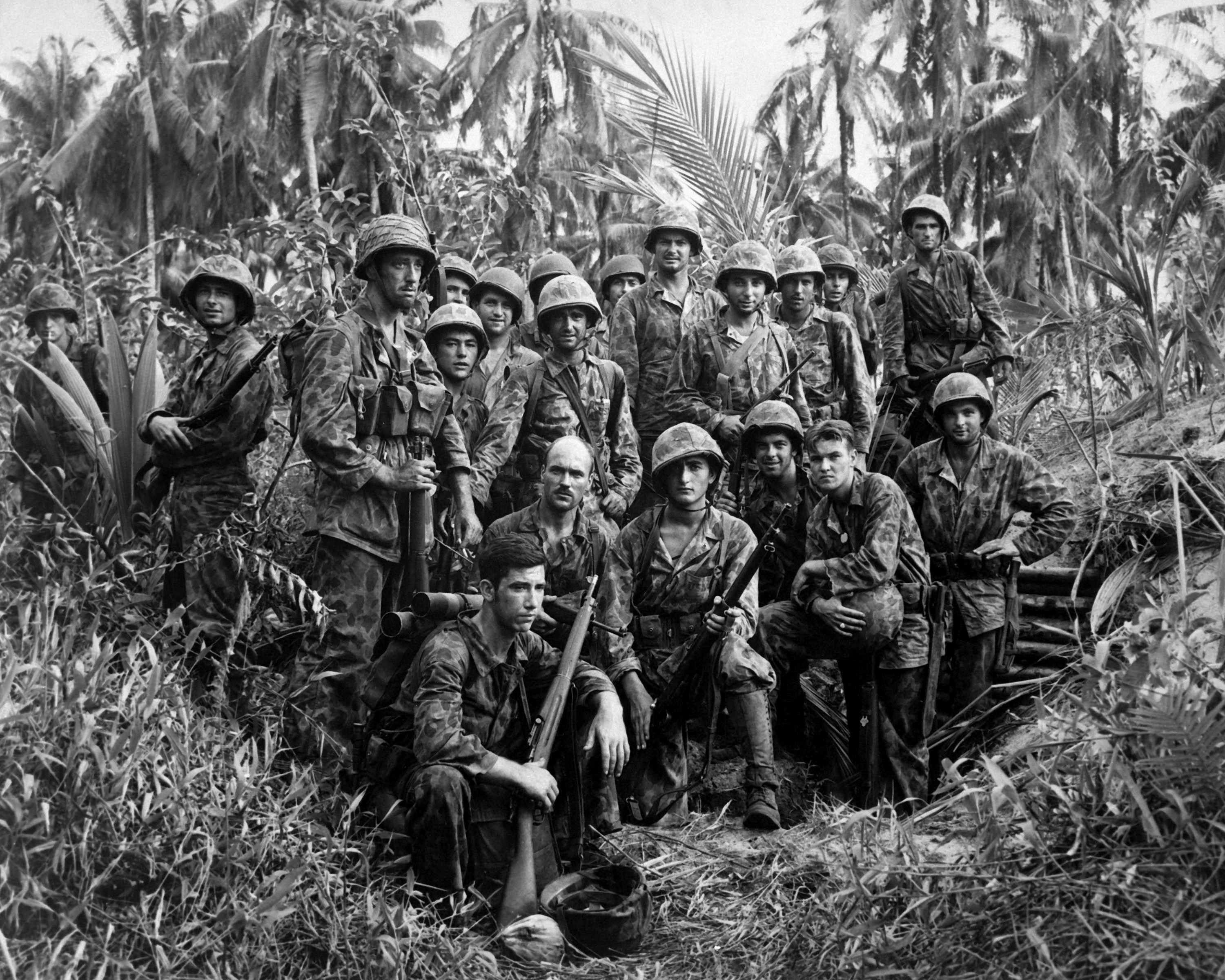
1944年11月：美國海軍陸戰隊士兵佔領了布干維爾島之托洛基納角附近之日軍據點

1943年11月1日，美國第3海軍陸戰師攻擊駐守在布干維爾島托洛基納角之日本第17軍。盟軍之目的是在奧古斯塔皇后灣一帶建立灘頭陣地，陣地內建有機場。當時，盟軍未有任何計劃佔領領整個布干維爾島。11月1日至2日，日本帝國海軍曾企圖於奧古斯塔皇后灣海戰中攻擊盟軍，但歸於失敗。及後，日軍亦企圖攻擊盟軍灘頭陣地，但亦歸於失敗。
接下來，戰事被延長及進入小規模叢林戰，雖然瘧疾及其他熱帶病流行，但美國海軍依然擴展其灘頭陣地，之後由美國陸軍亞美利加師接防。

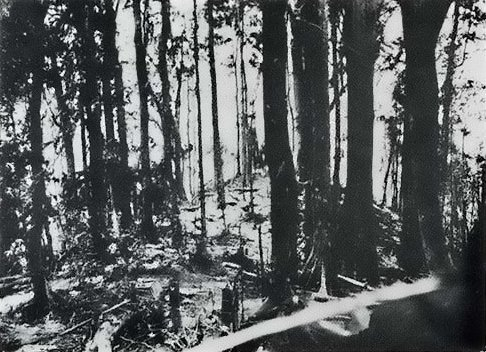
1944年3月19日，美國陸軍第23步兵師攻佔260號山頭

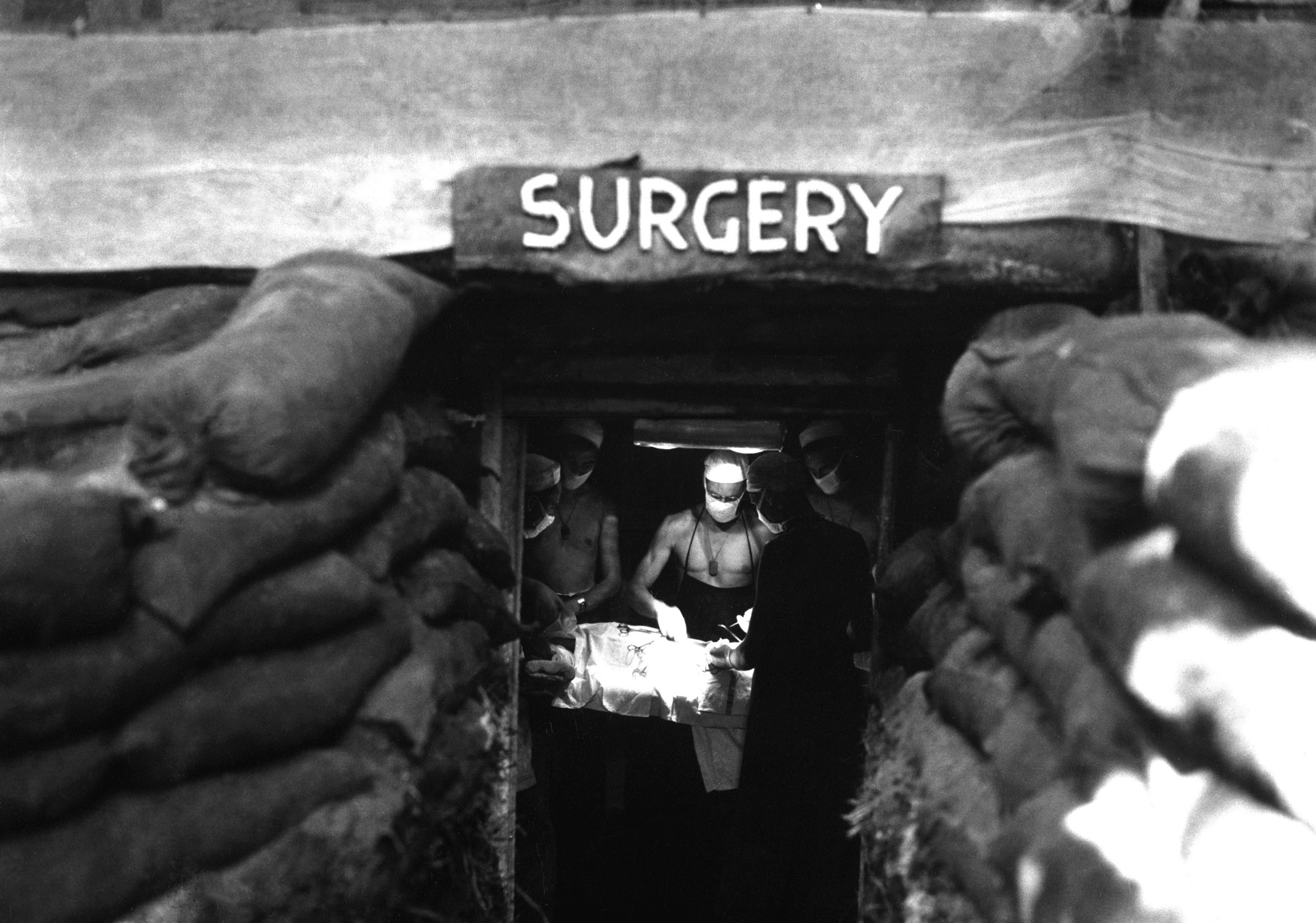
在前線後面的一間地下手術室內，一名美國陸軍醫務兵為美軍傷兵施手術，1943年12月13日。

1944年3月9日至3月17日，日軍從島上發動反攻，但遭受慘重損失，之後日軍撤入內陸防守。
日軍外援斷絕，因此種起蔬菜。而美軍就增派美國陸軍第93步兵師加強封鎖，同時集中力量建設灘頭陣地內的3條飛機跑道，以增強對其他日軍據點之空中攻擊。

### 1944年11月至1945年8月

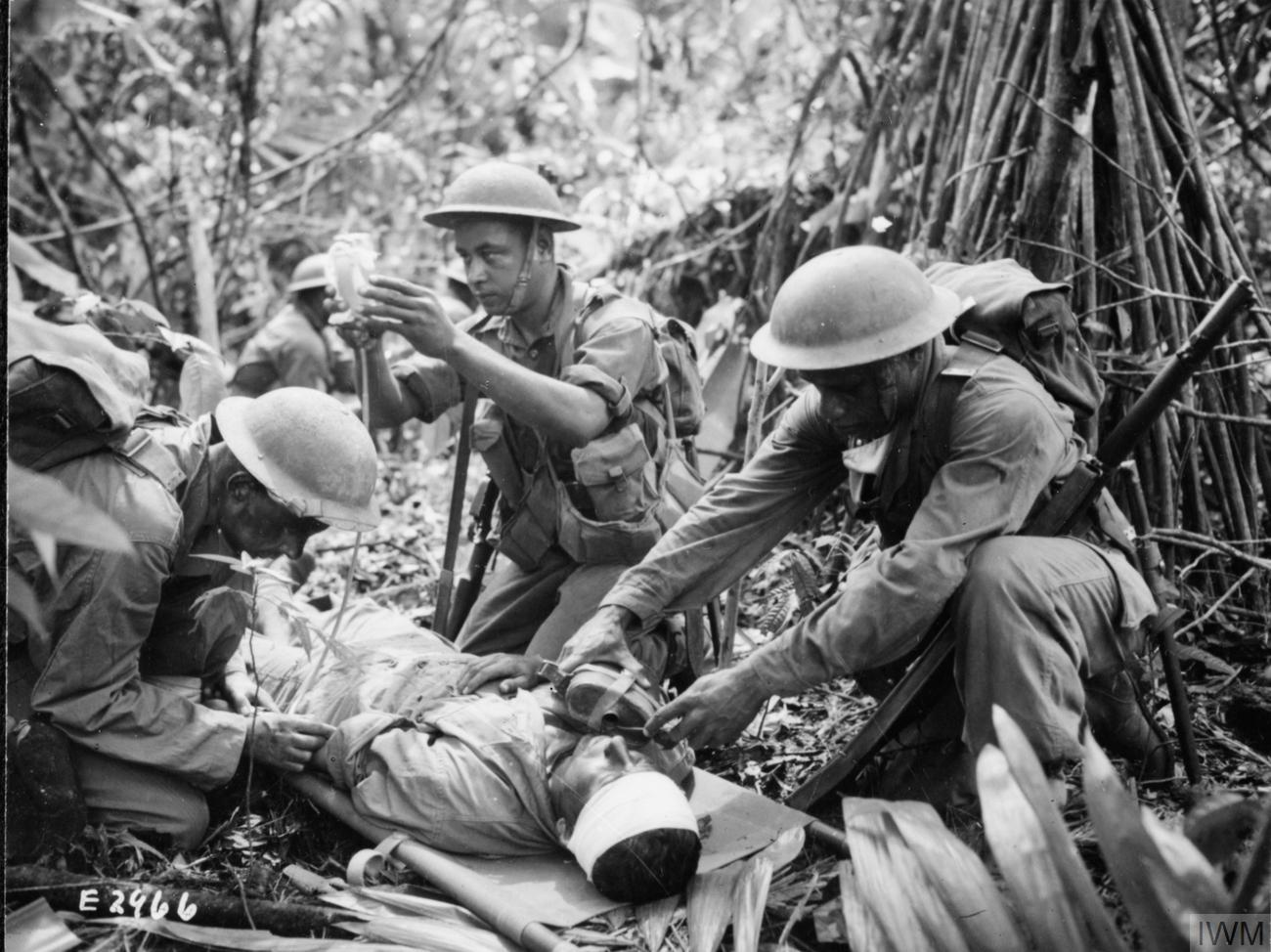
在島山之盟軍軍醫救護受傷之盟軍士兵

1944年10月至12月間，美軍將防務移交澳大利亞第2軍，第2軍屬下之澳大利亞第3步兵師及第11旅駐守布干維爾島，另外，第23旅進駐附近島嶼。

盟軍其後發動新一輪進攻，在北面將日軍趕入諾斯半島；同時將日軍之主力封鎖在島之南部。

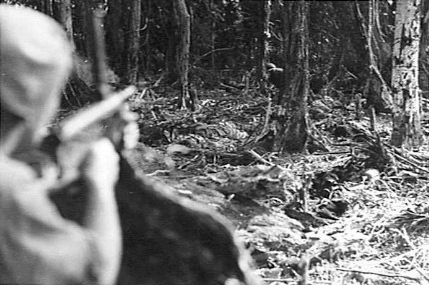
1945年4月5日，駐守島上之澳大利亞士兵注視前方可能出現之日軍

1945年8月21日，駐守布干維爾島上之日軍向盟軍投降。

## 战后

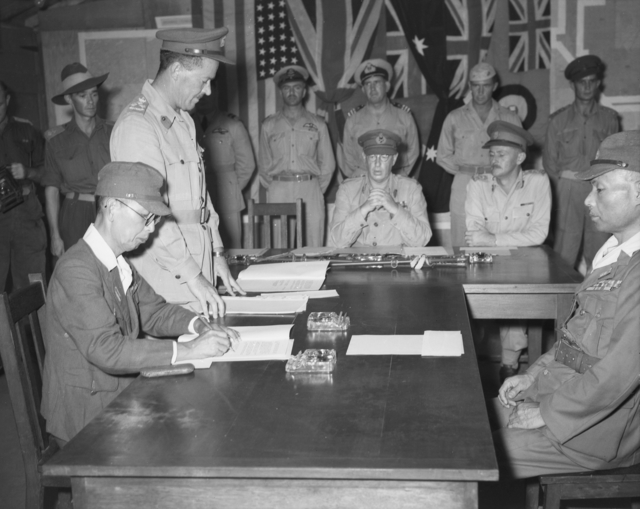
1945年9月8日，日军指挥官神田正種（左）向盟军签署投降书

1945年8月21日，日军在布干维尔岛宣布投降，战斗在布干维尔结束，不久后，大日本帝国在1945年9月2日在东京湾宣布投降，第二次世界大战结束。布干维尔岛战役的最后阶段，有516名澳大利亚军人丧生，另有1,572人受伤。在同一时间，有8,500名日军阵亡，而疾病和营养不良又使9,800名日本人丧生，战争结束时，投降了约23,500名日军士兵和工人。投降的日本士兵被集中在托洛基纳角安置， 一部分日军的私人物品如士官阶级章和手表被澳大利亚掠夺，随后所有囚犯被聚集在布干维尔岛南端的法罗（Pauro）岛战俘营中，但岛上环境相当恶劣，约有10％的囚犯死于疟疾和其他疾病。

### 评价
部分历史学者对此战役作出批评，认为布干维尔岛战役在战略上是毫无意义的战斗，澳大利亚军队与美军交替后，采取进攻作战，结果让澳大利亚军队蒙受500多人的伤亡是没有必要的。但澳大利亚军队的指挥官则反驳说，为了防止士气低下，早日解放岛上原住民是有必要的。
在战役第二阶段遭受的伤亡中，历史学家哈里·盖利（Harry Gailey）写道：「对于一个1944年3月之后拥有的岛屿来说，这是一个可怕的损失，它对结束战争没有任何影响」。与此相反，澳大利亚历史学家卡尔·詹姆斯（Karl James）则认为，1944~45年进行布干维尔战役是合理的，因为当时尚不知道日本会在1945年8月投降，而且有必要让澳大利亚军队展开军事行动，解放岛上的平民。根据詹姆斯的估计，在战前岛上52,000名人口中，有多达13,000人在战争期间死亡。汉克·纳尔逊（Hank Nelson）估计，战争期间有25％的平民死亡，大多数发生在1943年之后。
在战役期间，盟军共颁发了三枚维多利亚十字勋章在该战役中表现英勇的人，其中一枚授予斐济人，二枚授予澳大利亚人。斐济的Sefanaia Sukanaivalu下士因在1944年6月23日战役中的英勇牺牲，而在死后获得勋章；也是唯一一个获得这个勋章的斐济人。Reg Rattey下士因在1945年3月22日的战斗中的英勇行为，而获得勋章，而Frank Partridge下士是一名民兵成员，因在1945年7月24日的英勇行为获得勋章。